# لجنة الإفلاس
'لجنة الإفلاس' "إيسار":
إيسار هي جهة حكومية مستقلة -المملكة العربية السعودية- تسهم في زيادة الثقة بإجراءات الإفلاس عن طريق بناء قدرات العاملين في مجال الإفلاس, ورفع كفاءة وفعالية الإجراءات, وتعزيز شفافيتها.
تُشكل لجنة الإفلاس بموجب قرار مجلس الوزراء بناء على المادة (التاسعة) من نظام الإفلاس الصادر بالمرسوم الملكي رقم (م/50) وتاريخ 1439/05/28هـ، وتتمتع اللجنة بالشخصية الاعتبارية والاستقلال المالي والإداري، وتعمل تحت إشراف معالي وزير التجارة.
وتعمل اللجنة منذ تأسيسها على تنفيذ اختصاصاتها الفنية والإدارية المنصوص عليها في نظام الإفلاس ولائحته التنفيذية.
تقدم إيسار خدماتها من خلال أيقونة الخدمات الإلكترونية الموجودة أعلى صفحة الموقع الإلكتروني الرسمي لإيسار، دعمًا للمستفيدين والمتعاملين مع النظام وإيسار، بهدف المساهمة في تعزيز بيئة تقنية داعمة لممارسة فاعلة لنظام الإفلاس مع الجهات ذات العلاقة.

## أبرز مهام إيسار واختصاصاتها:
الإختصاصات الفنية والإدارية المنصوص عليها في نظام الإفلاس ولائحته التنفيذية، منها:
- استكمال البيئة النظامية للإفلاس بإصدار المعايير والنماذج و الوثائق النظامية المنصوص عليها في النظام واللائحة.
- إدارة أعمال إجراء التصفية الإدارية.
- ترخيص أمناء الإفلاس والخبراء بعد اكتسابهم للمهارات والمعارف اللازمة التي تقدمها إيسار ضمن برامج التأهيل المتخصصة.
- إعداد قائمة الأمناء وقائمة الخبراء ونشرها في الموقع الإلكتروني لإيسار.
- الإسهام في رفع كفاءة إجراءات الإفلاس بالتفتيش والتحقق على الإجراءات للتحقق من التزام الأطراف بالأحكام النظامية.
- تعزيز الثقة والشفافية في إجراءات الإفلاس بإنشاء سجل للإفلاس وحفظه وإدارته.
- إقامة الأنشطة والمشاركة بالفعاليات الهادفة إلى رفع مستوى الوعي بالنظام.
- تمكين تطبيق نظام الإفلاس بإصدار الأدلة الإرشادية المتخصصة وتقديم الخدمات الإلكترونية الملائمة.
- عقد الشراكات مع الجهات الحكومية والقطاع الخاص بما يعزز من فعالية تنفيذ أحكام النظام.
- المراجعة الدورية لأحكام النظام واللائحة والقواعد والتعليمات ذات الصلة بهما، والتنسيق مع الجهات ذات العلاقة واقتراح التعديلات اللازمة وفقًا للإجراءات النظامية المقررة لذلك.

## الرؤية والرسالة والقيم
الرؤية: أن تعزز اللجنة الثقة في إجراءات الإفلاس للوصول إلى تأثير إيجابي في الاقتصاد الوطني.
الرسالة: دعم منظومة الإفلاس من خلال المساهمة في رفع كفاءة التشريعات، ورفع قدرات الممارسين، وتعزيز شفافية ونزاهة الإجراءات.
القيم: الشفافية، الجودة، الثقة، المسؤولية.

## أنظر أيضًا
- لجنة الإفلاس "إيسار".
- وزارة التجارة (السعودية).

## روابط خارجية
- لجنة الإفلاس- الموقع الرسمي.